# Вербська сільська рада (Крижопільський район)
| Вербська сільська рада — орган місцевого самоврядування у Крижопільському районі Вінницької області з адміністративним центром у с. Вербка. Сільській раді підпорядковані населені пункти: - с. Вербка - с-ще Вербецьке - с. Долинка - с. Шуми |

## Склад ради
Рада складається з 15 депутатів та голови.

## Керівний склад сільської ради
| ПІБ                         | Основні відомості                                                 | Дата обрання | Дата звільнення |
| --------------------------- | ----------------------------------------------------------------- | ------------ | --------------- |
| Кройтор Анатолій Васильович | Сільський голова, 1960 року народження, освіта                    | 26.03.2006   | 31.10.2010      |
| Накорик Вячеслав Григорович | Сільський голова, 1954 року народження, освіта вища, безпартійний | 31.10.2010   |                 |

Примітка: таблиця складена за даними джерела